# Corydalis calcicola
Corydalis calcicola är en vallmoväxtart som beskrevs av W. W. Smith. Corydalis calcicola ingår i släktet nunneörter, och familjen vallmoväxter. Inga underarter finns listade i Catalogue of Life.